# Gare de Sugamo
La gare de Sugamo (巣鴨駅, Sugamo-eki) est une  gare ferroviaire japonaise située dans l'arrondissement de Toshima à Tokyo. Elle est gérée conjointement par les compagnies JR East et Toei.

## Situation ferroviaire
La gare de Sugamo est située au point kilométrique (PK) 18,3 de la ligne Yamanote et au PK 14,6 de la ligne Mita.

## Histoire
La gare a été mise en service le 1er avril 1903.

## Services aux voyageurs

### Accès et accueil
La gare dispose d'un bâtiment voyageurs, avec guichet, ouvert tous les jours.

### Desserte

#### JR East
- Ligne Yamanote :
  - voie 1 : direction Tabata, Ueno et Tokyo
  - voie 2 : direction Ikebukuro, Shinjuku et Shibuya

#### Métro
- Ligne Mita :
  - voie 1 : direction Meguro (interconnexion avec la ligne Tōkyū Meguro pour Hiyoshi)
  - voie 2 : direction Nishi-Takashimadaira

| «       |  | Service        |  | »            |
| ------- |  | -------------- |  | ------------ |
| Ōtsuka  |  | Ligne Yamanote |  | Komagome     |
| Sengoku |  | Ligne Mita     |  | Nishi-Sugamo |